# Miguel Parreño Méndez
Miguel Parreño Méndez (Barcelona, 1948 - Barcelona, 16 d'abril de 2021) fou un dissenyador gràfic i fotògraf català.
Com a dissenyador gràfic, i fotògraf, ha participat intensament en concursos nacionals, i internacionals de fotografia, obtenint nombrosos premis d'índole nacional, i internacional. Un dels més prestigiosos és el Trierenberg Super Circuit al que va obtenir l'any 2007 el premi Linz apareixent a la "Hall of Fame" https://www.supercircuit.at/Hall-of-fame dels fotògrafs premiats en que només apareix un cada any. Des dels seus inicis realitza nombroses exposicions, individuals i col·lectives. Les seves obres han estat divulgades en publicacions com Art Fotogràfic, Nova Lent, Foto Journal, Dumont Foto, Foto Súper Digital, OpenEye magazine () i nombrosos llibres i catàlegs de Salons de fotografia Nacionals i Internacionals. S'ha ocupat de la fotografia en l'àmbit del Disseny Gràfic, aplicant-la a la feina Editorial per a la realització de cobertes de llibres en editorials com Plaza i Janes, Seix Barral, Tusquets Editores, etc. Realitza una important evolució tècnica, en la concepció de les seves obres, a partir de la utilització de les noves tecnologies, que permeten la digitalització de les imatges per al seu posterior tractament. També ha format part de les associacions Agrupació Fotogràfica de Catalunya (), Agrupació Fotogràfica de Sant Adrià de Besòs (), Accio Fotogràfica Ripollet (), FCF (Federació Catalana de Fotografia)()(), CEF (Confederació Espanyola de Fotografia)(), i FIAP (Federació Internacional d'Art Fotogràfic).
En el camp docent ha impartit cursos i tallers, de Fotografia digital, de nivells bàsic, i avançat, sobre Photoshop, a l'àrea de cultura de Montcada i Reixac, Agrupació Fotogràfica de Catalunya, a diverses poblacions, i entitats culturals.
Essent conscient de l'avanç de la seva malaltia (càncer), va oferir la seva obra a l'Arxiu Nacional de Catalunya (ANC) (Arxiu Nacional de Catalunya) a la fi que es conserves i va ser acceptat l'any 2017. Després del seu traspas s'està fent la transferència pel que aviat es podrà consultar en línia.